# أبو الخير الأقطع
أبو الخير الأقطع التيناتي، يُقال أنّ اسمه كان حمّاد بن عبد الله، أحد علماء أهل السنة والجماعة ومن أعلام التصوف السني في القرن الرابع الهجري، قال عنه أبو عبد الرحمن السلمي بأنه: «له آيَات وكرامات، وَكَانَ أوحد فِي طَرِيقَته فِي التَّوَكُّل، كَانَ يأنس إِلَيْهِ السبَاع والهوام، وَكَانَ حاد الفراسة، وكان ينسج الخوص بإحدى يديه لا يدري كيف ينسجه، لم تزل ثغور الشام محفوظة أيام حياته إلى أن مضى لسبيله»، كان أصله من المغرب، ثم سكن «تينات» (قرية بالقرب من حلب)، وسكن جبل لبنان مدّة، وكان أسود من العُبّاد المشهورين والزهّاد المذكورين. تُوفي سنة 347 هـ وقيل سنة 349 هـ.

## سبب قطع يده
قال أبو نعيم الأصبهاني: «سمعت غير واحد ممن لقي أبا الخير يقول إن سبب قطع يده أنه كان عاهد الله ألا يتناول بشهوة نفسه شيئا مشتهياً، فرأى يوماً بجبل لكام شجرة زعرور فاستحسنها فقطع منها غصناً فتناول منها شيئاً من الزعرور، فذكر عهده فتركه، ثم كان يقول: قطعت غصنا فقطع مني عضو». وروى ابنه «عيسى» عنه أنه قال: «كنت عبداً أسود، فضاق صدري في الملك فدعوت الله فأعتقت فكنت أجئ إلى الإسكندرية فأحتطب وأتقوت بثمنه وكنت أدخل المسجد أقف على الحلق وأعلم أنهم لا يعلموني شيئا لأني عبد أسود فكنت أقف عليهم فيسهل الله على لسانهم ما كنت أريد أن أسأل عنه فأحفظه وأستعمل ذلك سمعت مرة حكاية يحيى بن زكريا وما عملوا به فقلت في نفسي إن الله ابتلاني بشئ في بدني صبرت ثم خرجت إلى الثغر بطرطوس وكنت آكل المباحات ومعي حجفة وسيف وكنت أقاتل العدو مع الناس فآواني الليل إلى غار هناك فقلت في نفسي إني أزاحم الطير في أكل المباحات فنويت ألا آكل فمررت بعد ذلك بشجرة فقطعت منها شيئا فلما أردت أن آكله ذكرت فرميته ثم دخلت المغارة بالليل فإذا هناك قطعوا الطريق ودخلوا إلى الغار قبلي ولم أعلم فلما دخلت إلى هناك فإذا نحن بصاحب الشرطة يطلبهم فدخل الغار فأخذهم وأخذني معهم فقدموا جميعا فقطعوا فلما قدمت قالت اللصوص لم يكن هذا الأسود معنا وكان أهل الثغر يعرفونني فغطى الله عنهم حتى قطعوا يدي فلما مدوا رجلي قلت يا رب هذه يدي قطعت لعقد عقدته فما بال رجلي فكأنه كشف عنهم وعرفوني وقالوا هذا أبو الخير واغتموا فلما أرادوا أن يغمسوا يدي في الزيت امتنعت وخرجت ودخلت الغار وبت ليلة عظيمة فأخذني النوم فرأيت النبي ﷺ في النوم فقلت يا رسول الله فعلوا بي وفعلوا فأخذ يدي المقطوعة فقبلها فأصبحت ولا أجد ألم الجرح وقد عوفيت».

## شيوخه وتلاميذه
صحب أَبَا عبد الله بن الْجلاء وَغَيره من الْمَشَايِخ، وحكى عنه أبو القاسم بكر بن محمد وأبو علي الأهوازي، ومحمد بن عبد الله، وأحمد بن الحسن، ومنصور بن عبد الله الأصبهاني.

## من كراماته
روى أبو الخير عن نفسه: «دخلت مَدِينَة رَسُول الله صلى الله عَلَيْهِ وَسلم وَأَنا بفاقة فأقمت خَمْسَة أيام مَا ذقت ذواقا فتقدمت إِلَى الْقَبْر وسلمت على النَّبِي صلى الله عَلَيْهِ وَسلم وعَلى أبي بكر وَعمر رَضِي الله عَنْهُمَا وَقلت أَنا ضيفك اللَّيْلَة يَا رَسُول الله وتنحيت ونمت خلف الْمِنْبَر فَرَأَيْت فِي الْمَنَام النَّبِي صلى الله عَلَيْهِ وَسلم وَأَبُو بكر عَن يَمِينه وَعمر عَن شِمَاله وَعلي بن أبي طالب بَين يَدَيْهِ رَضِي الله عَنْهُم فحركني عَليّ وَقَالَ قُم قد جَاءَ رَسُول الله قَالَ فَقُمْت إِلَيْهِ وَقبلت بَين عَيْنَيْهِ فَدفع إِلَيّ رغيفا فَأكلت نصفه وانتبهت فَإِذا فِي يَدي نصف رغيف».

## من أقواله
- لن يصفو قلبك إلا بتصحيح النية لله تعالى، ولن يصفو بدنك إلا بخدمة أولياء الله تعالى.[2]
- ما بلغ أحد إلى حالة شريفة إلا بملازمة الموافقة ومعانقة الأدب وأداء الفرائض وصحبة الصالحين وخدمة الفقراء الصادقين.[2]
- الْقُلُوب ظروف فَقلب مَمْلُوء إِيمَانًا فعلامته الشَّفَقَة على جَمِيع الْمُسلمين والاهتمام بِمَا يهمهم ومعاونتهم بِمَا يعود صَلَاحه إِلَيْهِم وقلب مَمْلُوء نفَاقًا فعلامته الحقد والغل والغش والحسد.[1][4]
- من لم يكن لَهُ مَعَ الله صُحْبَة دائمة بِمَعْرِفَة إطلاعه عَلَيْهِ ومراعاته لتصريف الْمَوَارِد بِهِ ومشاهدة مِنْهُ قَاطِعَة اعترضت عَلَيْهِ الأحزان من ظُهُور المحن وتغيير الزَّمَان.[1]